# Panera dels tresors
La panera dels tresors és una proposta de joc d'exploració adreçada als infants de 6 a 12 mesos, inventat per Eleonora Goldschmied.

## El joc
La panera dels tresors consisteix a oferir una panera als infants, la qual conté objectes de diferents materials que pretenen desenvolupar els sentits dels infants i la descoberta, i així coneix diferents característiques d'aquests: temperatura, pes, forma, color, olor, so... Amb aquest joc, el nen desenvolupa la coordinació d'ulls, mà i boca, ja que pot accedir fàcilment als objectes i portar-los a la boca per conèixer-los.
La panera dels tresors és una activitat d'exploració i proporciona als infants la possibilitat d'interessar-se per tot allò que té al davant. El nen ha d'estar assegut al costat de la panera sobre una catifa, ja que en molts casos l'infant encara no sap caminar, i així té un lloc propi on poden jugar còmodament tres nens alhora com a molt. Cal evitar interferències i afavorir sempre la lliure exploració, manipulació, concentració i atenció. Amb aquesta activitat l'infant aprèn sol i per ell mateix. L'adult, amb la seva presència i atenció, li dona seguretat i confiança.

## Material
La panera ha de ser sense nanses i ha de tenir un mínim de 60 objectes de diferents tipus: objectes naturals, de fusta, metàl·lics, de pell, de roba, de goma, de paper o cartó, de vidre... Hem d'evitar posar-hi objectes de plàstic. Alguns dels objectes que podríem posar a la panera són:
- Llimona
- Ampolleta de vidre
- CD's de metall
- Pedres
- Petxines
- Escorça d'arbre
- Esponja
- Pinyols
- Pilota de llana
- Raspall de dents
- Pinzell
- Closques de coco
- Castanyoles
- Daus
- Cullera
- Carrets
- Cendrer
- Joc de claus
- Tassa
- Ouera
- Tub de goma
- Pilota grossa
- Bosses petites amb lavanda, roses, farigola...
- Cintes de textures i colors diferents
- Tac de goma
- Cremallera
- Triangle
- Cadena
- Picarols
- Campana
- Colador
- Pilota de tennis
- Moneder de pell
- Xarxa de pesca
- Espàtula de goma
- Pots de melmelada
- Mirall
- Ampolles de perfum
- Collarets de boles
- Taps grossos d'ampolla
- Bol de fusta
- Sonall
- Cilindres
- Timbal
- Plat
- Ou
- Llibreta
- Tubs de cartó
- Paper xarol
- Paper de vidre

Aquests són només uns exemples dels objectes que podem incloure a la panera dels tresors. Tots el material que trobem a la panera s'ha de poder rentar i hem de mirar que estiguin en bon estat, en el cas contrari s'han de renovar. També és molt important renovar-los, perquè pels nens seran nous estímuls i això farà que continuïn interessant-se per la panera. Els nous objectes ja poden ser triats més personalment per cada infant, perquè amb les anteriors experimentacions haurem pogut observar les seves preferències si les activitats que duen a terme amb cada objecte.